# سكوت توماس (سياسي)
سكوت توماس (بالإنجليزية: Scott Thomas)‏ هو سياسي أمريكي، ولد في 19 يوليو 1966. انتخب عضو مجلس ولاية كارولاينا الشمالية وانتخب عضو مجلس نواب كارولينا الشمالية.